# ミコラ・アザロフ
ミコラ・アザロフ（ウクライナ語: Мико́ла Я́нович Аза́ров、1947年12月17日 - ）は、ウクライナの政治家、第14代首相（2010年–2014年）。2002年から2005年まで、また2006年から2007年まで第一副首相兼財務相を、また2004年末と2005年初頭の2回にわたって首相代理を務めている。2010年の大統領選挙でヴィクトル・ヤヌコーヴィチが勝利したことに伴い、彼の後任として地域党党首となり、2010年3月に首相に任命された。

## 来歴
ソビエト連邦ロシア共和国（現ロシア連邦）カルーガで誕生。モスクワ大学を卒業し、地質鉱物学で博士号を取得する。1971年にリュドムィラと結婚。1984年ウクライナに転居し以後永住。

### 政界入り
1995年から1997年にかけて、ウクライナ議会の予算委員会の代表を努める。1996年から7年間にわたって州の税務管理長も務めた。レオニード・クチマ大統領の2期の任期の間、非常に緊密な関係を維持した。
政治家というよりむしろテクノクラート（技術官僚）として、2002年11月下旬に発足したヴィクトル・ヤヌコーヴィチ政権で第一副首相兼財務相を拝命する。ヤヌコーヴィチ政権では経済閣僚として会計・税金・年金等制度の改革を牽引し、そして規制緩和を実現させた。また年間GDP成長率が2003年には9.6％、2004年には12.1％という経済成長を達成したほか、資本投資も2003年に31.3％、2004年には28.0％の成長を記録した。
2004年大統領選挙に伴う混乱でヤヌコーヴィチ首相がクチマ大統領より休暇を言い渡された2004年12月7日に首相代理に指名され28日までこれを務め、こののち首相権限を回復したヤヌコーヴィチが政局の行き詰まりから明けて2005年1月5日に内閣総辞職すると、アザロフは再び首相代理に指名され、新たに大統領に就任したヴィクトル・ユシチェンコが24日にユーリヤ・ティモシェンコを首相代理に指名するまでこれを務めた。
その後もアザロフはヤヌコーヴィチの側近として強い政治力を保持し、彼の政党「地域党」に所属する下院議員として活動。2006年8月4日に政治的妥協の産物としてヤヌコーヴィチが再び首相に就任すると、第一副首相兼財務相を再び拝命した。
2010年の大統領選挙ののち同[3月11日、ウクライナ議会は首相にアザロフを指名。343議員のうちの242票を獲得した。
2014年1月28日、施行されていたデモ規制法に対する国内外の混乱を受け、政治危機の打開を図り、国の結束を保持するためとして、首相の辞任を発表した。

## 文化的、政治的イメージ
アザロフはウクライナ語を十分には話せないが、2010年3月に政権が発足する際には、ウクライナ語を話すと保障している。2010年3月11日付のイギリスのガーディアン紙では、彼を新政権の中で最もロシア好きな人物であるとしている。同じ記事では、匿名のウクライナ人職員が「彼は非常に退屈であり、大衆受けしない人物だ」と述べている。